# Se tornerai (Rocco Hunt)
Se tornerai è un singolo del rapper italiano Rocco Hunt, pubblicato il 13 dicembre 2019 come quinto estratto dal quarto album in studio Libertà.

## Descrizione
Ottava traccia del disco, il singolo ha visto la collaborazione del cantautore Neffa.

## Classifiche
| Classifica (2019) | Posizione massima |
| ----------------- | ----------------- |
| Italia            | 64                |